# Olaf al III-lea al Norvegiei
Olaf Haraldsson - în norvegiană: Olav Haraldsson - (n. 1050, Norvegia – d. 22 septembrie 1093, Ranrike⁠(d)), cunoscut sub numele de Olaf Kyrre, a fost regele Norvegiei din 1067 până la moartea sa în 1093. El a fost prezent în bătălia de la Podul Stamford din Anglia, în 1066, unde tatăl său, regele Harald Haradrada a fost ucis în luptă. În timpul domniei sale, Olaf a făcut pace cu privire la conflictele regilor anteriori cu biserica, a consolidat puterea monarhiei și se spune că a format orașul Bergen în 1070.
Olaf a fost fiul regelui Harald al III-lea al Norvegiei și a soției sale, Tora Torbergsdatter. Olaf s-a alăturat tatălui său în timpul invaziei din Anglia în 1066. Cu toate acestea, el a avut doar 16 ani în timpul Bătăliei de la Stamford în cursul lunii septembrie 1066, însă a stat pe navă fără să participe la luptă. După înfrângerea norvegienilor, a navigat înapoi în Orkney cu rămășițele forțelor, unde au petrecut iarna. Drumul de întoarcere în Norvegia a avut loc în vara anului 1067.
După moartea tatălui său, Olaf a împărțit guvernarea regatului împreună cu fratele său Magnus al II-lea al Norvegiei, care a devenit rege cu un an înainte. Magnus a murit în 1069 iar Olaf a devenit conducător unic al Norvegiei.
În timpul domniei sale, națiunea a cunoscut o perioadă lungă de pace. El a renunțat la orice ofensivă în domeniul politicii externe și a protejat Norvegia prin acorduri și conexiuni de căsătorie. Pe plan intern, a pus accent pe construirea, organizarea și modernizarea regatului. Se spune că Olaf a fondat orașul Bergen în 1070.
Înfrângerea serioasă a lui Harald Hardrada și a norvegienilor suferită în 1066, l-a ispitit pe regele danez, Svend Estridsen, să se pregătească pentru un atac asupra Norvegiei. Svend nu se mai simțea legat de acordul de încetare a focului semnat cu Harald în 1064, deoarece ar fi fost valabil numai în timpul vieții sale. Olaf a făcut pace cu Svend și s-a căsătorit cu fiica lui, Ingerid. Mai târziu, sora vitregă a lui Olaf s-a căsătorit cu fiul lui Svend Olaf, mai târziu regele danez. Deși au existat unele atacuri asupra Angliei de către forțele daneze, pacea a persistat între Danemarca și Norvegia. Olaf a făcut pace și cu William Cuceritorul al Angliei.
Regele Olaf a rupt linia tatălui său în relația cu biserica. Harald dezvoltase totul într-un conflict continuu cu Arhiepiscopia din Bremen pentru autoritatea arhiepiscopiei asupra bisericii norvegiene. Olaf a recunoscut acea autoritate în totalitate. Olaf s-a preocupat de organizarea bisericii. Până atunci, episcopii care făceau parte din curtea regelui, călătoreau cu regele în jurul țării pentru a se ocupa de treburile ecleziastice în timp ce regele avea grijă de problemele lumești. Regele Olaf a luat inițiativa pentru a construi biserici, inclusiv Biserica lui Hristos în Nergen și Catedrala Nidaros din Trondheim. 
Olaf a consolidat puterea regatului și a instituit sistemul de bresle în Norvegia. Există indicii clare cum că guvernul regelui Olaf a început să scrie legi provinciale sigure într-o măsură mare. Legea norvegiană Gulatingsloven a fost scrisă pentru prima dată, probabil, în timpul domniei lui Olaf.
Regele Olaf a murit pe 22 septembrie 1093 în Haukbø, Ranrike, apoi o parte din Norvegia (acum Håkeby, Suedia). El a fost înmormântat la Catedrala Nidaros. Căsătoria lui cu Ingerid nu a produs nici un copil. Cu toate acestea, succesorul lui Magnus al III-lea, poreclit Magnus Picioare-Goale, a fost fiul său nelegitim. 